# Andreas Petri Ajalinus
Andreas Petri Ajalinus, död 7 april 1670, var en svensk präst. 

## Biografi
Ajalinus blev hösten 1634 student vid Uppsala universitet. 2 februari 1642 blev han magister. Ajalinus blev 1644 adjunkt i filosofiska fakulteten och 1651 adjunkt i teologiska fakulteten. Han prästvigdes 4 juli 1660. Ajalinus blev 1660 förste teologie lektor i Linköping och kyrkoherde i Landeryds församling. Han avled 7 april 1670.
Ajalinus deltog i riksdagen 1660.

### Familj
Ajalinus var gift med Kirstin Samuelsdotter Wallentin (död 1688). De fick tillsammans barnen Petrus, Samuel, Sara (död 1694), Christina, Maria och Ängil (född 1661).